# روبرت ليبرمان
روبرت ليبرمان (بالإنجليزية: Robert Lieberman)‏ مواليد (16 يوليو 1947) مخرج تلفزيوني وسينمائي أمريكي.

## روابط خارجية
- روبرت ليبرمان على موقع IMDb (الإنجليزية)
- روبرت ليبرمان على موقع ألو سيني (الفرنسية)
- روبرت ليبرمان على موقع أول موفي (الإنجليزية)
- روبرت ليبرمان على موقع قاعدة بيانات الأفلام السويدية (السويدية)
- روبرت ليبرمان على موقع قاعدة بيانات الفيلم (الإنجليزية)
- روبرت ليبرمان على موقع كينوبويسك (الروسية)